# Taeniacanthus cynoglossi
Taeniacanthus cynoglossi is een eenoogkreeftjessoort uit de familie van de Taeniacanthidae. De wetenschappelijke naam van de soort is voor het eerst geldig gepubliceerd in 1962 door Rangnekar & Murti.